# Контамин сир Арв
Контамин сир Арв (фр. Contamine-sur-Arve) је насељено место у Француској у региону Рона-Алпи, у департману Горња Савоја.
По подацима из 2011. године у општини је живело 1599 становника, а густина насељености је износила 231,07 становника/km².

## Демографија
| 1962. | 1968. | 1975. | 1982. | 1990. | 2011. |
| ----- | ----- | ----- | ----- | ----- | ----- |
| 648   | 727   | 837   | 882   | 1.125 | 1.599 |